# Swami Satyananda Saraswati
Swami Satyananda Saraswati, né le 24 décembre 1923 à Almora, petite ville du Nord de l'Inde et mort le 5 décembre 2009, est un samnyāsin indien.

## Biographie
Ordonné Swami en 1943, il enseigna le yoga en Inde et en Occident. Jeune, il commença à s'adonner au karma yoga puis devint par la suite expert en tantra, hatha yoga et kriya yoga. Au cours de plusieurs voyages, il rencontra des maîtres de son temps, notamment Swami Sivananda qui fut son guide spirituel pendant douze ans. Il fonda par la suite le Mouvement International de Yoga en 1956 et la  Bihar School of Yoga en 1963 à Munger, en Inde. Son premier voyage en Europe date de 1968.
Il fut l'auteur de plusieurs ouvrages tels que Yoga Nidra, Méditations tantriques, Swara Yoga, Propos sur la Liberté (commentaires de Patanjali), Yoga et maladies coronariennes, Tattwa Shuddi, Asana Pranayama Mudra Bandha, etc.

## Tradition
Le yoga dans la tradition Satyananda est une approche « holistique », cherchant l'équilibre entre les différentes pratiques, voulant prendre en charge l'être dans sa totalité (corps, mental et esprit).
Swami Satyananda dit que sa mission « est de jeter les bases d'une culture spirituelle qui, s'alliant aux découvertes de la science contemporaine soit par conséquent, universellement acceptable ». Après sa mort, sa succession est assurée par Swami Niranjanananda.

## Couverture de crimes sexuels
Swami Satyananda Saraswati et un de ses successeurs en Australie ont fait l'objet d'enquêtes et de plaintes pour maltraitance sur mineur et violences sexuelles. L'enquête des autorités australiennes concernait d'abord Swami Akhandananda, le responsable de l'ashram de Mangrove, affilié à l'organisation de Satyananda, dès 1974. En 1987, Swami Akhandananda fut condamné à de la prison ferme pour des abus sexuels répétés perpétrés sur des jeunes filles ; la condamnation a été annulée pour des vices de forme par la Cour suprême australienne.
En 2016, une enquête publique menée par la Royal Commission pour la protection de l'enfance en Australie a repris le dossier. Il comprend 11 témoignages de survivants, liés à de près ou de loin à l'ashram de Mangrove. L'organisation Satyananda semble avoir couvert ces crimes alors qu'elle en était au courant, au moins en partie. Des témoignages d'abus ont été rapportés à l'encontre de Swami Satyananda lui-même, alors décédé,,.